# Fortaleza
Fortaleza [furtɐ'ɫezɐ]IPA je město na severovýchodě Brazílie, hlavní město státu Ceará. V celé metropolitní oblasti žije v současnosti zhruba 3,4 milionu obyvatel a Fortaleza tak patří mezi sto největších měst na světě. Ve městě se nachází mezinárodní letiště, jedno z nejvytíženějších v zemi. Fortaleza je sídlem univerzity, jež nese název Universidade Federal do Ceará a která byla založena již v roce 1954. Město je díky zdejšímu teplému klimatu a písečným plážím turisticky velmi populární destinací, čemuž odpovídá i zdejší ubytovací kapacita. Fortaleza je také známá svým rušným nočním životem. Méně známým faktem je to, že je to důležitá „křižovatka“ podmořských kabelů.

## Reference

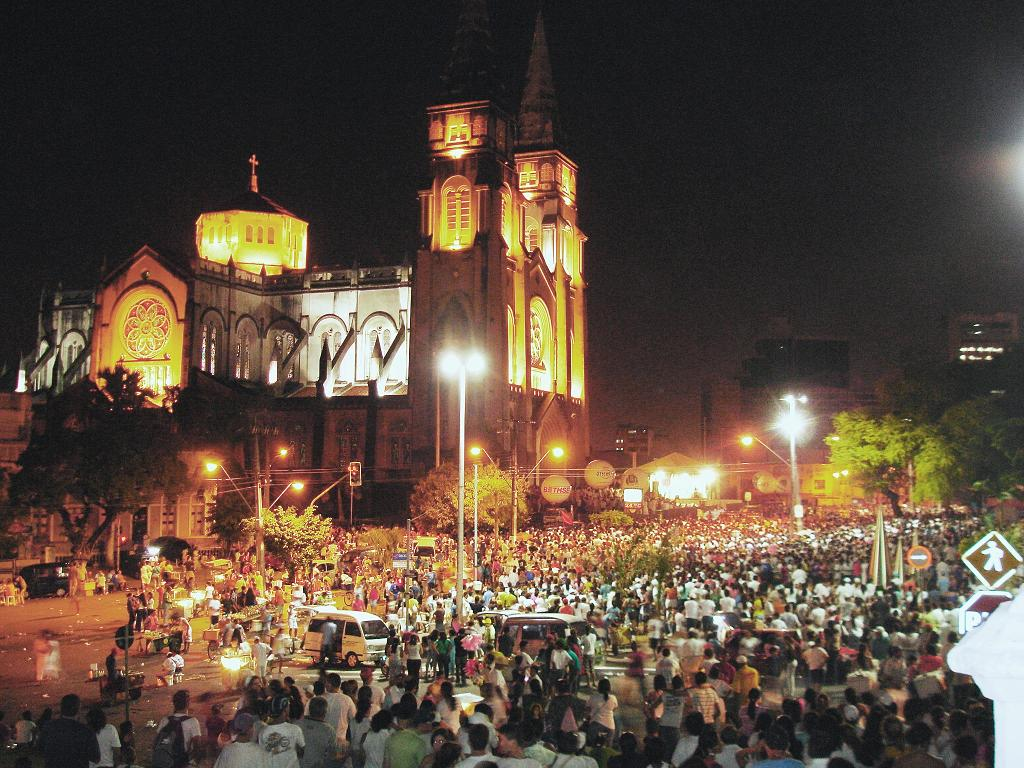
Fortaleza — Katedrála

## Partnerská města
- Caracas, Venezuela
- Lisabon, Portugalsko
- Miami Beach, USA
- Montese, Itálie
- Natal, Brazílie
- Praia, Kapverdy
- Racine, USA
- Saint-Louis, Senegal